# Bektaşlı, Yenifakılı
Bektaşlı là một thị trấn thuộc huyện Yenifakılı, tỉnh Yozgat, Thổ Nhĩ Kỳ. Dân số thời điểm năm 2010 là 1.461 người.